# Francis Alleyne
Francis Dean Alleyne OSB (ur. 3 grudnia 1951 w Pointe-à-Pierre) – duchowny katolicki z Trynidad i Tobago, biskup Georgetown od 2004.

## Życiorys
Święcenia kapłańskie otrzymał 7 lipca 1985 w zakonie benedyktynów. Pracował w kilku zakonnych placówkach, od 1997 piastował też urząd wiceprzewodniczącego antylijskiej Konferencji Wyższych Przełożonych Zakonnych.

### Episkopat
30 października 2003 papież Jan Paweł II mianował go biskupem diecezji Georgetown w Gujanie. Sakry biskupiej udzielił mu 30 stycznia 2004 ówczesny metropolita Port of Spain - arcybiskup Edward Gilbert.
W latach 2011–2017 pełnił funkcję wiceprzewodniczącego Konferencji Episkopatu Antyli.